# 2003년 두산 베어스 시즌
2003년 두산 베어스 시즌은 두산 베어스가 KBO 리그에 참가한 5번째 시즌이며, OB 베어스 시절까지 합하면 22번째 시즌이다. 김인식 감독이 팀을 이끈 마지막 시즌이며, 김민호가 주장을 맡았다. 팀은 우즈의 일본행, 진필중의 KIA 이적 뿐 아니라 홍성흔 정수근이 잇따른 부상으로 들락날락하는 등 여러 가지 악재가 겹친 탓인지  8팀 중 정규시즌 7위에 그쳐 포스트시즌 진출에 실패했다.

## 타이틀
- 아시아 야구 선수권 대회 동메달: 김동주
- 야구 월드컵 국가대표: 이재영, 이재우, 홍원기, 김창희, 전상렬, 최경환
- KBO 골든글러브: 안경현 (2루수), 김동주 (지명타자)
- 일구상 재기선수상: 이경필
- 올스타 선발: 안경현 (2루수)
- 올스타전 추천선수: 구자운, 김동주
- 올스타전 홈런더비 우승: 김동주
- 컴투스프로야구 레전드 카드: 안경현, 홍원기
- 컴투스프로야구 두산 베어스 베스트 라인업: 안경현 (2루수)
- 컴투스프로야구2022 타이틀홀더 라인업: 안경현 (2루수), 김동주 (3루수)
- 컴투스프로야구 선정 해설위원 전성기 라인업: 안경현
- 희생플라이: 김동주 (13)
- 타율: 김동주 (0.342)
- 출장(투수): 이혜천 (83)
- 구원등판: 이혜천 (83)
- 완투: 이리키 (5)
- 홀드: 차명주 (16)
- 득점권 타율: 김동주 (0.387)
- 이닝 당 출루허용률: 키퍼 (1.22)
- 선발 GSC: 키퍼 (7월 30일 한화전, 89)

### 퓨처스리그
- 도루: 김원섭 (18)
- 이닝: 최용호 (124.2)
- 북부리그 상대한 타자 수: 최용호 (508)
- 북부리그 탈삼진: 최용호 (94)

## 선수단
- 선발투수 : 이리키, 키퍼, 손혁, 노경은, 박명환, 이경필, 곽채진, 최용호
- 구원투수 : 정성훈, 이재영, 권명철, 이혜천, 김승회, 김태구, 차명주, 전병두, 김유봉, 김경태, 성영재, 김태영, 한태균, 정재훈, 이상훈
- 마무리투수 : 구자운, 이재우
- 포수 : 홍성흔, 강인권, 이경환, 정종수
- 1루수 : 장원진, 이동수, 문희성
- 2루수 : 안경현, 고영민
- 유격수 : 백승훈, 김민호, 나주환, 손시헌
- 3루수 : 홍원기, 쿨바
- 좌익수 : 최경환, 강봉규
- 중견수 : 정수근, 전상렬, 김원섭
- 우익수 : 심재학, 이승준, 김창희
- 지명타자 : 김동주, 윤태수, 이민택, 백대운

## 여담
- 이리키는 공식적으로 KBO 리그 역대 최초의 일본 국적 선수가 되었다. 이전에도 재일교포 선수들이 KBO 리그에서 뛰었지만, 이들은 공식적으로는 KBO 리그 외국인 선수로 인정되지 않는다.
- 김호는 이 시즌을 끝으로 은퇴하여 KBO 리그 통산 3000타석 타자 중 최저 통산 타율(0.2268), 최소 사구(11)로 은퇴한 타자가 되었다.
- 김동주는 이 시즌 KBO 리그 역대 단일 시즌 현대 유니콘스 상대 최다 희생플라이(4) 기록을 세웠다.
- 이혜천은 이 시즌 KBO 리그 역대 단일 시즌 현대 유니콘스 상대 최다 등판(17) 기록을 세웠다.